# Roztocka Turniczka
Die Roztocka Turniczka ist ein Berg in der polnischen Hohen Tatra mit einer Höhe von 1536 m n.p.m.

## Lage und Umgebung
Unterhalb des Gipfels liegen die Täler Dolina Roztoki und Dolina Białki. 
Nachbargipfel im Massiv des Wołoszyn ist die Turnia nad Szczotami. Unterhalb des Gipfels befindet sich der Wasserfall Wodogrzmoty Mickiewicza.

## Etymologie
Der Name Roztocka Turniczka lässt sich als Roztoka Turm übersetzen. 

## Belege
- Zofia Radwańska-Paryska, Witold Henryk Paryski, Wielka encyklopedia tatrzańska, Poronin, Wyd. Górskie, 2004, ISBN 83-7104-009-1.
- Tatry Wysokie słowackie i polskie. Mapa turystyczna 1:25.000, Warszawa, 2005/06, Polkart ISBN 83-87873-26-8.